# SCG 003
La SCG 003S est une supercar conçue et produite à partir de 2018 par le constructeur automobile américain Scuderia Cameron Glickenhaus, fondé par James Glickenhaus. La 003S est le premier modèle de série du constructeur.

## Présentation
La Scuderia Cameron Glickenhaus 003S (S pour «Stradale») est dévoilée au salon international de l'automobile de Genève 2015 aux côtés de la version course 003C, puis la version de série est présentée deux ans plus tard au salon de Genève 2017.
La supercar est homologuée aux États-Unis le 18 juillet 2017 par la National Highway Traffic Safety Administration (NHTSA) et commercialisée à partir de 2018 au tarif de 2 000 000 €.

Salon de Genève 2015
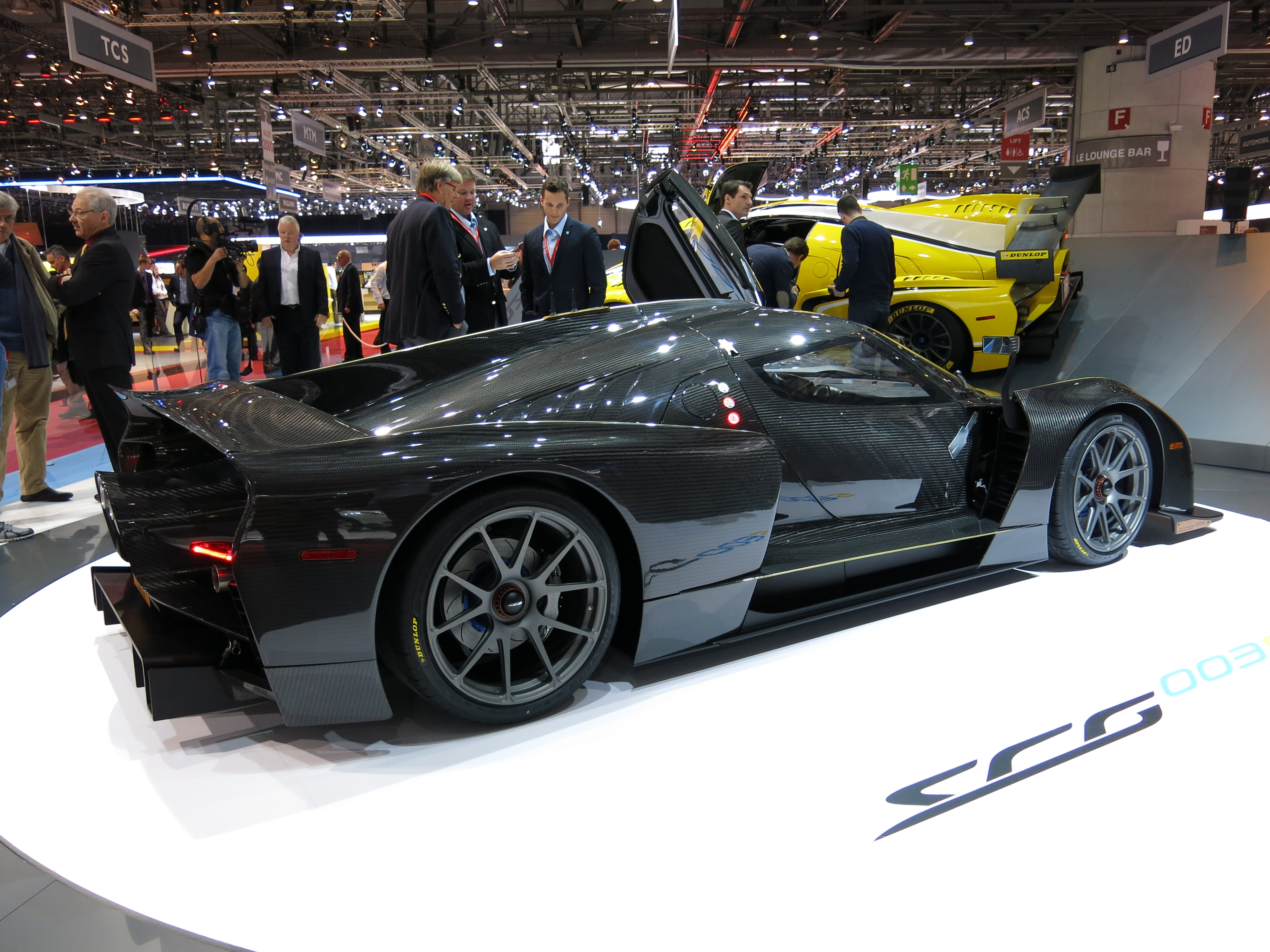
Show car SCG 003S
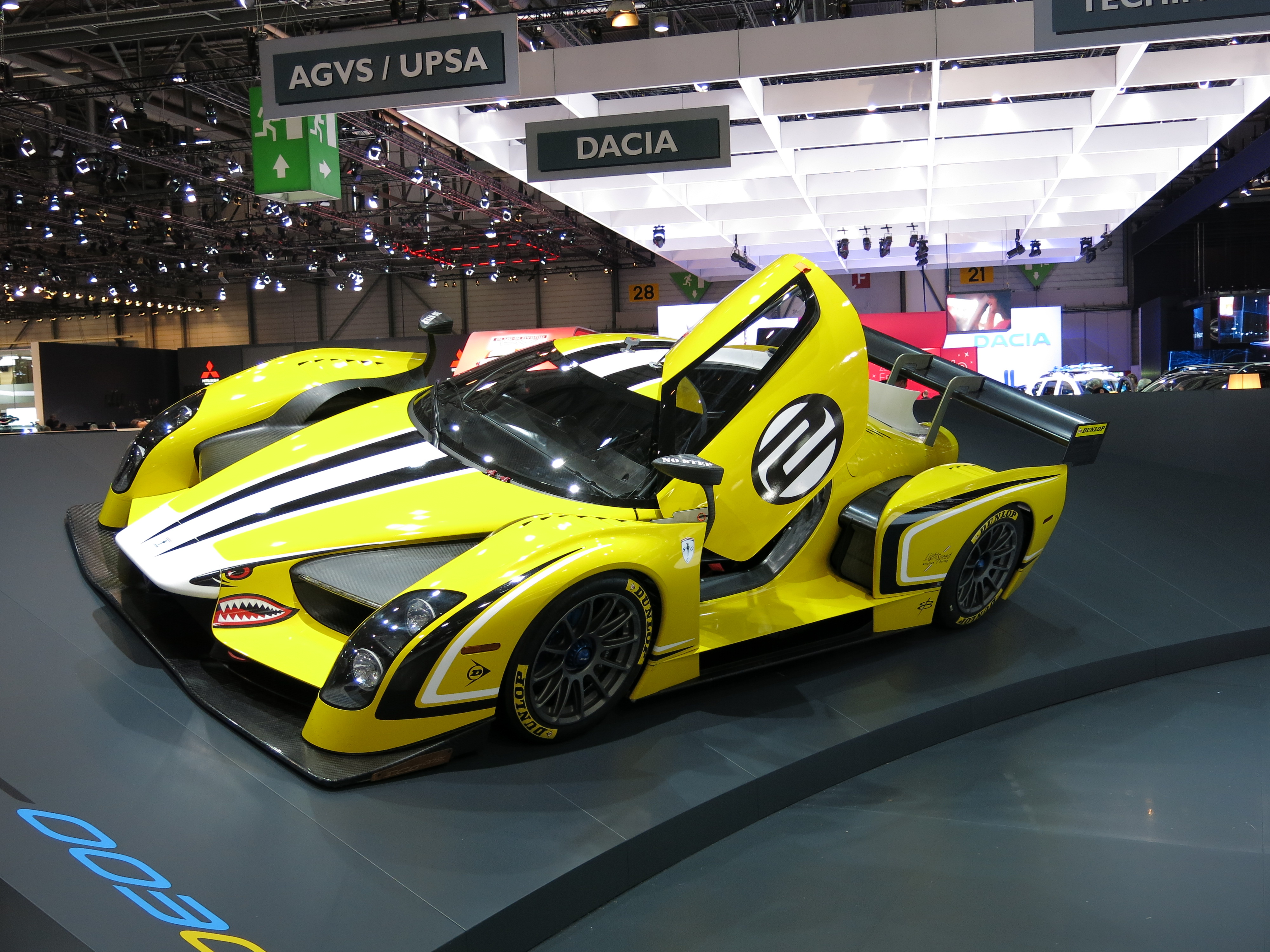
SCG 003C
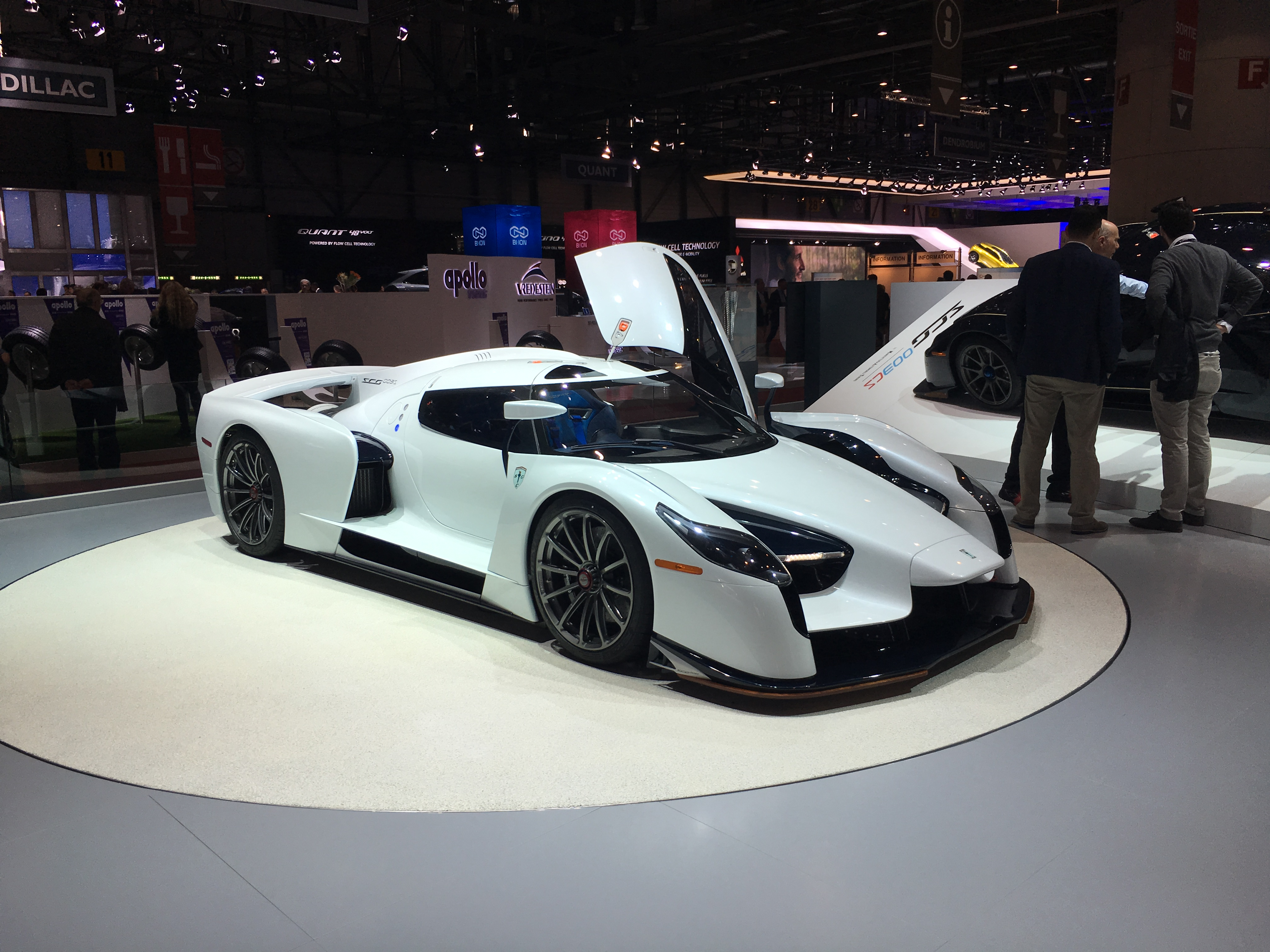
SCG 003C de série

## Caractéristiques techniques
La SCG 003S est construite sur un châssis monocoque en fibre de carbone, réalisé en Italie par Manifattura Automobili Torino qui produit également l'Apollo Intensa Emozione sur la même base.

### Motorisation
La 003S est motorisée par un moteur V8 4.4 biturbo d'origine BMW accouplé à une boîte de vitesses séquentielle Cima à 7 rapports.